# Hirriusa
Genre
Synonymes
- Hirrius Simon, 1895 nec Bolivar, 1887

Hirriusa est un genre d'araignées aranéomorphes de la famille des Philodromidae.

## Distribution
Les espèces de ce genre se rencontrent en Afrique du Sud et en Namibie.

## Liste des espèces
Selon World Spider Catalog (version 18.0, 29/01/2017) :
- Hirriusa arenacea (Lawrence, 1927)
- Hirriusa bidentata (Lawrence, 1927)
- Hirriusa variegata (Simon, 1895)

## Publications originales
- Strand, 1932 : Miscellanea nomenklatorica zoologica et palaeontologica, III. Folia Zoologica et Hydrobiologica, vol. 4, p. 133-147.
- Simon, 1895 : Descriptions d'arachnides nouveaux de la famille des Thomisidae. Annales de la Société entomologique de Belgique, vol. 39, p. 432-443 (texte intégral).